# Estação São Pedro
A Estação São Pedro é uma das estações do Metrô de Porto Alegre, situada em Porto Alegre, entre a Estação Rodoviária e a Estação Farrapos. Faz parte da Linha 1.
Foi inaugurada em 2 de março de 1985. Sua entrada localiza-se no encontro da Avenida Polônia com a Avenida Voluntários da Pátria, a uma quadra da Avenida São Pedro. Atende o bairro de São Geraldo.

## Localização
A estação recebeu esse nome por estar situada próxima à Avenida São Pedro.
Em suas imediações se localiza o Instituto Rio Grandense do Arroz (IRGA) além de uma das Unidades Operacionais da Companhia Nacional de Abastecimento (CONAB).